# Claude Strebelle
Claude Strebelle (Bruselas, 2 de diciembre de 1917 – Lieja, 16 de noviembre de 2010) fue un arquitecto y urbanista belga.

## Biografía
Obtuvo el diploma de arquitecto en la Academia Real de Bellas Artes de Bruselas en 1941. Creó el «Taller de arquitectura del Sart Timan» en Lieja, la ciudad donde vivía y donde desarrolló su carrera.
En los años setenta diseñó los planos para el campus nuevo de la Universidad de Lieja en Sart-Tilman.
Cuando la ciudad de Lieja sufría las consecuencias de los excesos del urbanismo "todo por el coche" de los años sesenta del siglo pasado y que todo el centro era un campo de ruinas después de la destrucción de cientos de casas y monumentos para preparar la construcción de una autopista de penetración, fue el primero que diseñó un plan de reurbanización que obtuvo la unanimidad del consejo municipal en 1988. Su concepto de plaza central poco a poco se fue realizando.
Falleció el 16 de noviembre de 2010 pocos días antes de cumplir 93 años.